# Daniel Ammen
Pour les articles homonymes, voir Ammen.
Daniel Ammen (15 mai 1820 - 11 juillet 1898) était un officier de la marine américaine pendant la guerre de Sécession et la période postbellum, ainsi qu'un auteur prolifique. Sa dernière affectation dans la marine fut celle de chef du Bureau of Navigation.

## Début de carrière
Daniel Ammen est né le 15 mai 1820 dans le comté de Brown (Brown County), dans l'Ohio, de David et Sarah Ammen. Son père a servi pendant la guerre de 1812 et a émigré de Virginie en Ohio. Son frère aîné, Jacob Ammen, est devenu général de brigade (brigadier general= dans l'armée de l'Union. Ils ont tous deux fréquenté la même école qu'Ulysses S. Grant, qui était le meilleur ami de Daniel. Enfant, Ammen a sauvé Grant de la noyade.
Ammen est entré dans la marine en tant qu'aspirant (midshipman) le 7 juillet 1836 et, après sa formation de base, il a été attaché au navire de ravitaillement USS Relief, nouvellement mis en service, qui se préparait pour l'expédition d'exploration Wilkes (United States Exploring Expedition) vers l'Antarctique. Avant de pouvoir partir pour l'océan Sud, il est transféré à la frégate USS Macedonian en juillet 1837, puis à l'USS Levant en mars 1838. Ammen s'embarque pour les Antilles, où il est transféré sur l'USS Vandalia.
En mars 1840, Ammen est attaché à l'USS Preble et participe à une croisière le long de la côte du Labrador. Le Preble appareille pour la Méditerranée en janvier 1841 pour rejoindre l'escadre du Commodore Charles W. Morgan. En mai de la même année, il est transféré sur l'USS Ohio, à bord duquel il retourne à Boston, dans le Massachusetts, en juillet 1841.
Il est ensuite envoyé à l'école navale de Philadelphie (prédécesseur de l'Académie navale des États-Unis - United States Naval Academy) et, après avoir étudié pendant l'hiver 1841-1842, Ammen est promu aspirant (passed midshipman) le 1er juillet 1842. Il a ensuite servi sur la goélette USS Experiment, qui servait de navire d'hébergement au chantier naval de Philadelphie (Philadelphia Naval Shipyard). Ammen rejoint l'équipage de la frégate USS Savannah et participe à plusieurs croisières de patrouille dans l'océan Pacifique.
En octobre 1843, Ammen est transféré sur le sloop USS Lexington et effectue plusieurs voyages en Méditerranée pour livrer des fournitures. Il est attaché à l'USS Vincennes en avril 1845 et participe à la croisière vers les Indes orientales. Après sa promotion au grade de master (équivalent du grade actuel de lieutenant de vaisseau), Ammen obtient un congé de trois mois avec la permission de visiter l'Europe, puis de rejoindre l'escadron méditerranéen (Mediterranean Squadron) du commodore Charles W. Morgan, qu'Ammen connaît depuis sa précédente affectation en 1841.
Morgan promeut Ammen au rang de lieutenant le 4 novembre 1849 et le nomme commandant de la frégate USS St. Lawrence. Ammen commande le navire en Méditerranée pendant la crise provoquée par la première guerre de Schleswig et retourne aux États-Unis avec ce navire en novembre 1850.
Après une période de surveillance des côtes, Ammen est affecté à la canonnière USS Water Witch, commandée par le lieutenant Thomas J. Page, et part pour l'Amérique du Sud dans le cadre d'une expédition visant à explorer le bassin du Río de la Plata. Il rejoint ensuite l'équipage du brick USS Bainbridge en mai 1854 et participe aux croisières de patrouille avec l'escadre du Brésil (Brazil Squadron) jusqu'en janvier 1855.
Il sert ensuite à l'Observatoire naval (United States Naval Observatory) de Washington, D.C., jusqu'en août 1857, puis rejoint l'USS Saranac qui patrouille dans les zones de l'océan Pacifique. Ammen est transféré sur le navire amiral de l'escadre du Pacifique (Pacific Squadron), l'USS Merrimack, et sert sous les ordres du commodore John C. Long jusqu'au retour du navire aux États-Unis en février 1860. Il est alors stationné à l'installation navale de Baltimore, dans le Maryland, jusqu'au déclenchement de la guerre civile américaine en avril 1861.

## Guerre civile américaine

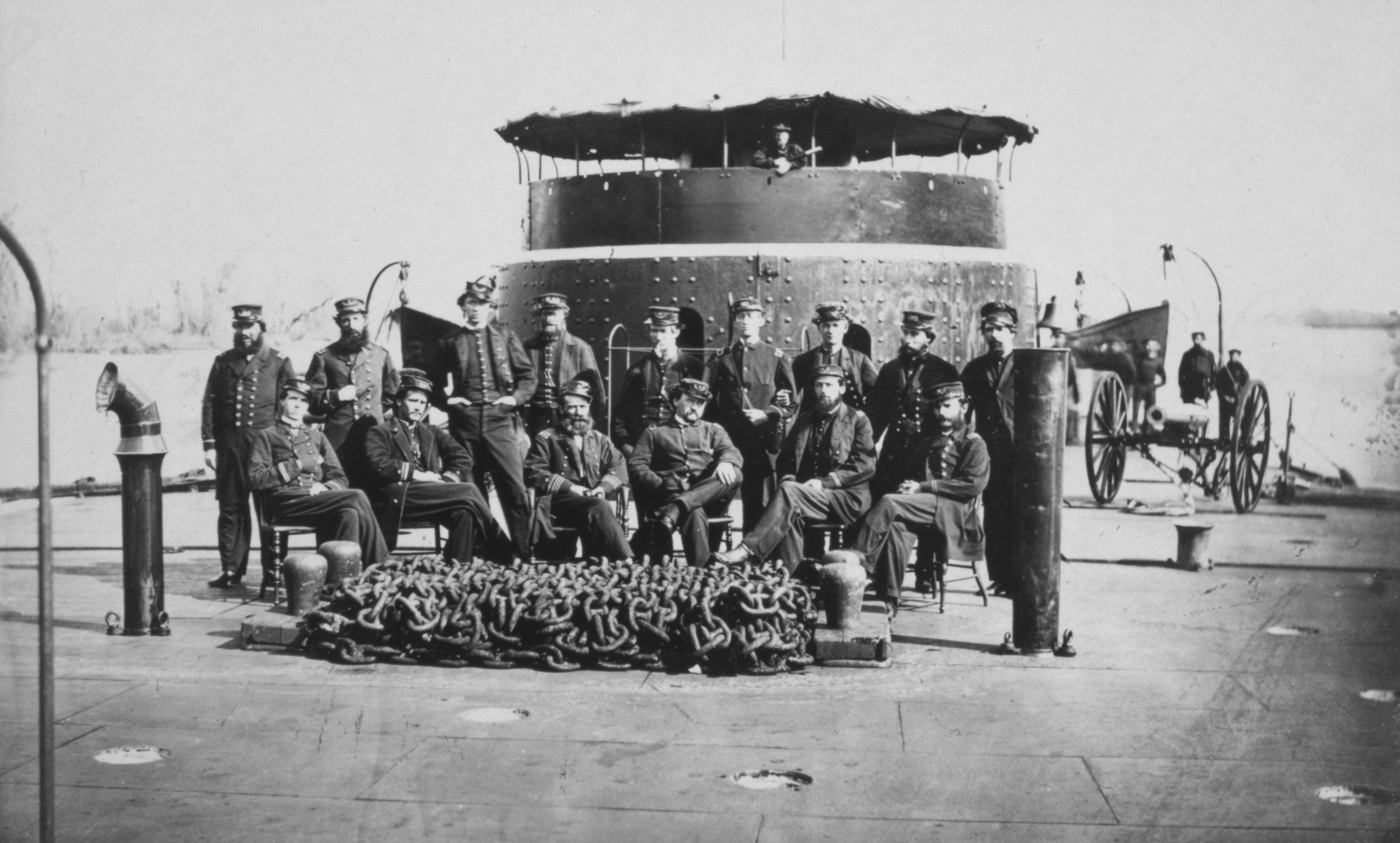
Officiers d'un monitor de l'Union, probablement l', photographiés pendant la guerre de Sécession.

Un mois après le début de la guerre, Ammen est attaché à la frégate USS Roanoke et embarque immédiatement pour le blocus de l'Union. Il était à bord lorsque le Roanoke détruisit la goélette confédérée Mary au large de Lockwood Folly Inlet, en Caroline du Nord, en juillet 1861. Ammen est nommé commandant de la nouvelle canonnière USS Seneca en septembre de la même année et prend part à l'escadre de blocus de l'Atlantique Sud (South Atlantic Blockading Squadron).
Ammen participe ensuite à la bataille de Port Royal le 7 novembre 1861 et est félicité pour sa bravoure lorsqu'il descend à terre pour hisser le drapeau sur les forts qui se sont rendus et les maintenir jusqu'à ce que l'armée en prenne possession. Il prend ensuite part aux actions sur la rivière Wilmington à la fin du mois de janvier 1862 et participe à la capture de plusieurs navires confédérés et de la ville de Fernandina, en Floride.
Après avoir été promu Commander (commandant) le 16 juillet 1862, Ammen prend le commandement de la canonnière USS Sebago, qu'il ne commande que pendant une brève période. Il reçoit l'ordre de se rendre à Washington, D.C., en octobre 1862 et rejoint le monitor USS Patapsco, qui vient d'être lancé. Le Patapsco est mis en service en janvier 1863 et Ammen rejoint avec lui le South Atlantic Blockading Squadron (escadre de blocage de l'Atlantique Sud).
Il participe au bombardement naval de Fort McAllister entre janvier et mars 1863 et, bien que les navires de l'Union ne s'emparent pas du fort, l'amiral Samuel F. Du Pont a l'occasion de tester les nouveaux canons du navire. Ammen est relevé de ses fonctions pour cause de maladie en juin de la même année et reste en congé de maladie jusqu'en septembre. Il est ensuite rattaché à l'état-major du South Atlantic Blockading Squadron (escadron de blocage de l'Atlantique Sud), sous les ordres du contre-amiral John A. Dahlgren, et sert d'assistant à Dahlgren à bord de l'USS Philadelphia. Ammen participe à la seconde bataille de Fort Sumter en septembre 1863.
Ammen tombe à nouveau malade en janvier 1864 et suit un traitement pendant deux mois. Il prend ensuite le commandement temporaire de l'USS Shenandoah en mars de la même année et sert dans l'escadre de blocus de l'Atlantique Nord (North Atlantic Blockading Squadron) pendant un mois, avant d'être nommé officier responsable des recrues de la marine à bord du navire marchand SS Ocean Queen en mai 1864. Sa tâche principale consiste à transporter environ 220 recrues de la marine d'Aspinwall, en Pennsylvanie, à New York. Environ 500 passagers se trouvaient également à bord du navire,.
Les recrues ont été récemment transférées de l'armée à la marine en tant que remplaçants, et peu après le départ d'Aspinwall, environ 30 recrues ont commencé à planifier le complot visant à s'emparer du navire. Ils ont l'intention de tuer tous ceux qui s'opposent à eux, et le complot comprend la gestion du navire, après sa saisie, pour leur propre compte. Les mutins attaquent le capitaine Tinklepaugh, qui refuse d'obtempérer et appelle le commandant Ammen,.
Le capitaine Tinklepaugh, qui s'attendait à cette difficulté et était préparé, pointe son revolver sur la tête de l'un des chefs des mutins et l'avertit que s'il fait un pas de plus, il perdra la vie. Le mutin s'est élancé et Tinklepaugh l'a tué sur le coup. Ammen a ensuite sorti son revolver et en a abattu un autre, qui a tenté de l'attaquer. Les autres mutins se rendent et Ammen ordonne de leur passer les menottes,.
En octobre 1864, Ammen est nommé commandant de l'USS Mohican et commande le Mohican lors des attaques de Fort Fisher en décembre 1864 et janvier 1865.

## Service d'après-guerre
Après la guerre, Ammen est affecté à la Naval Machinery à Charlotte, en Caroline du Nord, en juillet 1865 et y reste jusqu'en septembre de la même année, lorsqu'il est nommé commandant du monitor USS Miantonomoh. Il sert sur ce navire au sein de l'escadre de l'Atlantique Nord (North Atlantic Squadron) jusqu'en mars 1866, date à laquelle il est détaché pour une mission spéciale à Hartford, dans le Connecticut. Là, Ammen est promu au grade de capitaine (captain) le 25 juillet 1866.
Il est nommé commandant d'un navire à vapeur à hélice nouvellement mis en service, l'USS Piscataqua, au chantier naval de Portsmouth (Portsmouth Navy Yard), et sert dans la station asiatique (Asiatic Station) jusqu'en février 1869. Pendant son service, le navire d'Ammen sert de navire amiral à l'amiral commandant, Stephen C. Rowan.

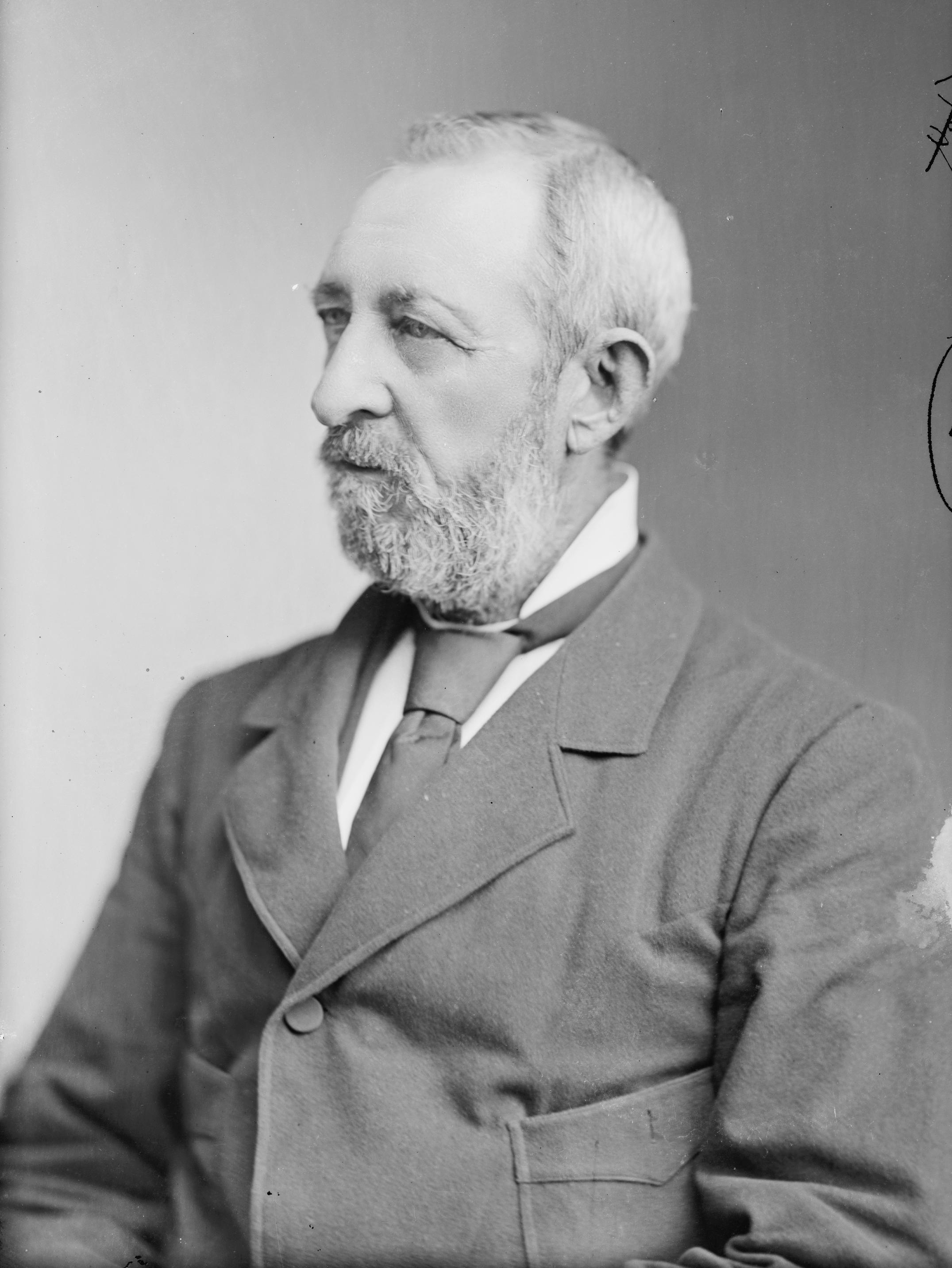
Ammen après sa retraite de la marine.

Après son retour aux États-Unis et un congé avec sa famille, Ammen est nommé chef du Bureau des chantiers navals et des docks (Bureau of Yards and Docks) en mai 1869. Il est chargé de la construction et de l'entretien des chantiers navals, des cales sèches et d'autres installations liées à la construction, à l'entretien et à la réparation des navires jusqu'en août 1871.
Il est ensuite nommé chef du Bureau de la navigation (Bureau of Navigation) et promu commodore le 1er avril 1872. À ce poste, ses principales responsabilités consistent à fournir des cartes et des instruments nautiques et à superviser plusieurs activités liées à la recherche sur la navigation, notamment l'Observatoire naval (Naval Observatory). En 1872, il est nommé membre d'une commission chargée d'examiner la faisabilité de la construction d'un canal à travers le Nicaragua et de rédiger un rapport à ce sujet. La commission se prononce en faveur de la voie nicaraguayenne, qu'il préconise fortement. Il est promu contre-amiral (rear admiral) le 11 décembre 1877. Ammen travaille au Bureau de la navigation (Bureau of Navigation) jusqu'à sa retraite de la marine le 4 juin 1878,,.

## Retraite
Deux ans plus tard, il écrit The American Inter-Oceanic Ship Canal Question. Par la suite, il est membre du conseil d'administration du nouvel observatoire naval et représente les États-Unis au congrès sur le canal maritime interocéanique à Paris. Il conçoit un tonneau en balsa pour faciliter le débarquement des troupes et de l'artillerie de campagne, un radeau de sauvetage pour les navires à vapeur, et le bélier en acier Katahdin en 1893.
Ammen achète plus tard une ferme à douze miles de Washington, D.C., à Ammendale, une station nommée en son honneur. L'Institut normal d'Ammendale (Ammendale Normal Institute) y a été construit avec son soutien en 1880.
Il publie notamment The Atlantic Coast dans The Navy dans les Civil War Series, Recollections of Grant et The Old Navy and the New.
Il meurt le 11 juillet 1898 à Washington, D.C., et est enterré au cimetière national d'Arlington.
Ammen a été marié et a eu un fils, Ulysses Grant Ammen (1871-1913), qui sert comme payeur dans la marine.

## Hommage
Deux navires de la marine américaine ont été baptisés USS Ammen en son honneur.

## Source
- (en) Cet article est partiellement ou en totalité issu de l’article de Wikipédia en anglais intitulé « Daniel Ammen » (voir la liste des auteurs).